# Liabum wrightii
Liabum wrightii là một loài thực vật có hoa trong họ Cúc. Loài này được Griseb. mô tả khoa học đầu tiên.